# حوزة الرسول الأعظم
حوزة الرسول الأعظم حوزة تقع في منطقة بنيد القار في الكويت، تابعة للمرجع الشيعي صادق الحسيني الشيرازي، والمسؤول عن الحوزة هو الشيخ يوسف علي ملا هادي.